# Caso Lüders
O caso Lüders foi um um embaraço legal e diplomático para o governo haitiano em 1897.

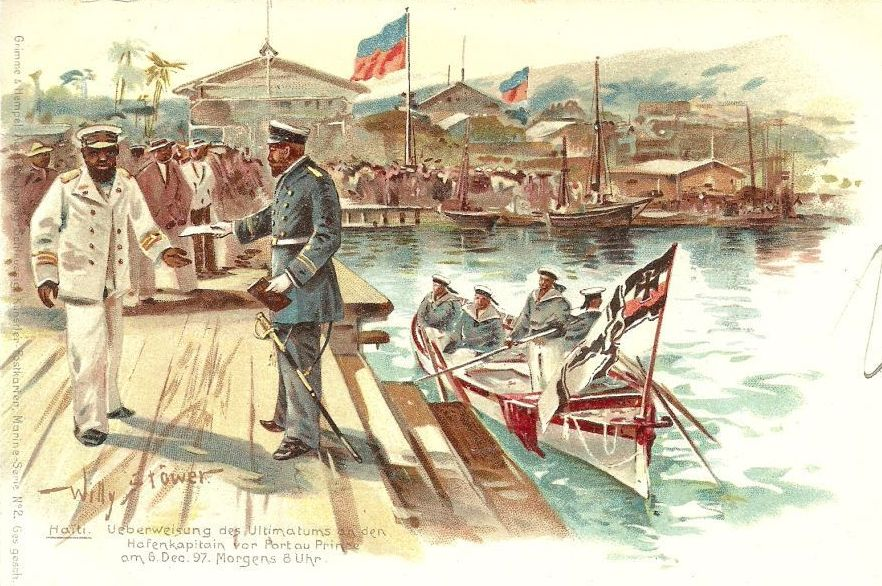
Um cartão postal alemão do capitão August Carl Thiele entregando o ultimato alemão em 6 de dezembro de 1897 durante o Caso Lüders

Em 21 de setembro de 1897, a polícia haitiana procurava um certo Dorléus Présumé, acusado de roubo. Eles o encontraram lavando uma carruagem em frente aos "Écuries Centrales" (Estábulos Centrais) de Porto Príncipe, cujo proprietário era Emile Lüders. Présumé resistiu à prisão e Lüders, que ouviu o barulho, veio em sua defesa.
Em 21 de setembro de 1897, Présumé e Lüders foram condenados pelo Tribunal de Polícia a um mês de prisão por agressão. Eles recorreram ao Tribunal Correcional, mas desta vez também foram acusados de usar a força para resistir à prisão. A sentença original foi anulada e em 14 de outubro eles foram condenados a um ano de prisão.
Lüders já havia sido condenado a seis dias de prisão em 1894 por espancar um soldado. As testemunhas contra Lüders incluíam testemunhas britânicas, francesas e alemãs. No entanto, em 17 de outubro, o encarregado de negócios alemão, Conde Schwerin, exigiu a libertação imediata de Lüders (que havia nascido no Haiti, mas era filho de alemão), bem como a remoção dos juízes e a demissão dos policiais envolvidos. no caso. Respondendo à intervenção do representante americano, W.F. Powell, o Presidente Tirésias Simon Sam perdoou Lüders, que deixou o país em 22 de outubro.

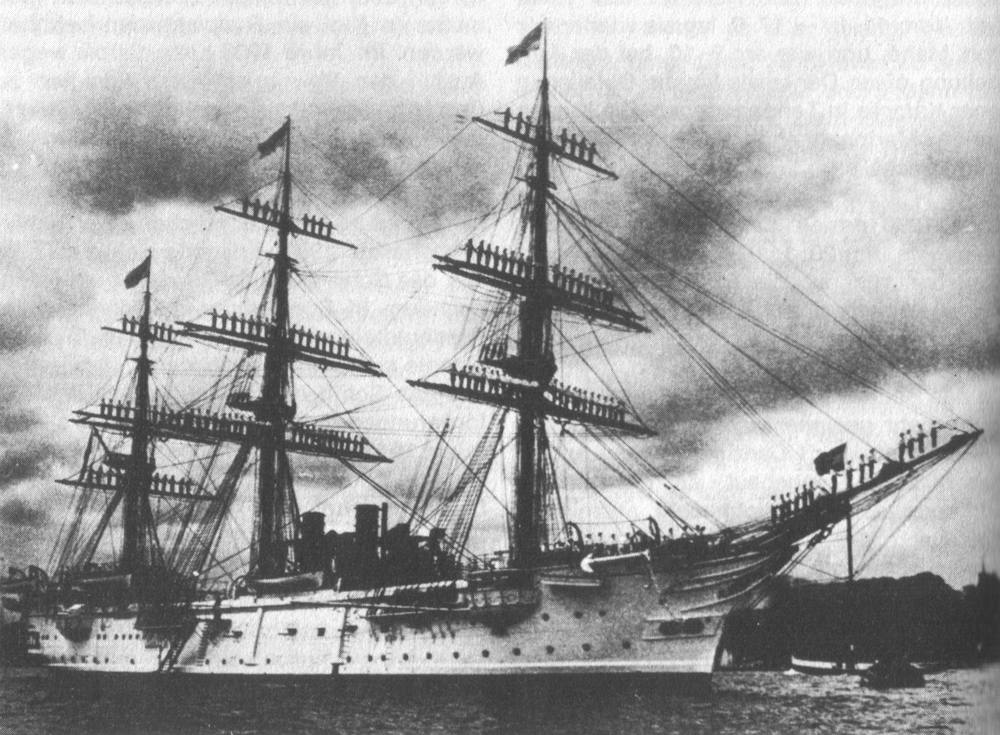
A corveta alemã com sua tripulação

Em 6 de dezembro de 1897, dois navios de guerra alemães, as corvetas de hélice SMS Charlotte e SMS Stein, ancoraram no porto de Port-au-Prince, sem a saudação habitual, e o capitão Thiele de Charlotte notificou o governo haitiano de um ultimato cujas condições eram humilhantes tanto na forma quanto no conteúdo: uma indenização no valor de vinte mil dólares para Lüders, uma promessa de que Lüders poderia retornar ao Haiti, uma carta de desculpas ao governo alemão, uma salva de 21 tiros à bandeira alemã, uma recepção para o Encarregado de Negócios alemão, e quatro horas para decidir. O presidente foi obrigado a levantar uma bandeira branca no palácio presidencial em sinal de rendição.
O governo haitiano cedeu, para desgosto de seu povo, que estava preparado para defender sua honra nacional. Eles ficaram horrorizados ao ver a bandeira branca, apesar dos protestos do embaixador francês, Théodore Meyer, de que era apenas um padrão parlamentar.
Solon Ménos, ministro das Relações Exteriores do Haiti na época, posteriormente travou um duelo com um membro da família de Lüders e foi alvo de uma ação por difamação por duas autoridades alemãs exigindo que ele anexasse uma declaração ao final de seu livro sobre o caso Lüders.
O caso Lüders foi extremamente embaraçoso para o presidente Sam e minou sua autoridade no Haiti, levando à sua renúncia em 1902.